# Гартсбург (Іллінойс)
Гартсбург (англ. Hartsburg) — селище (англ. village) в США, в окрузі Лоґан штату Іллінойс. Населення — 262 особи (2020).

## Географія
Гартсбург розташований за координатами 40°15′2″ пн. ш. 89°26′29″ зх. д. / 40.25056° пн. ш. 89.44139° зх. д. (40.250689, -89.441283).  За даними Бюро перепису населення США в 2010 році селище мало площу 0,36 км², уся площа — суходіл.

## Демографія
Згідно з переписом 2010 року, у селищі мешкало 314 осіб у 128 домогосподарствах у складі 91 родини. Густота населення становила 877 осіб/км².  Було 140 помешкань (391/км²).
Расовий склад населення:
| - 98,4 % — білих |

До двох чи більше рас належало 1,6 %. Частка іспаномовних становила 2,9 % від усіх жителів.
За віковим діапазоном населення розподілялося таким чином: 22,6 % — особи молодші 18 років, 62,1 % — особи у віці 18—64 років, 15,3 % — особи у віці 65 років та старші. Медіана віку мешканця становила 39,5 року. На 100 осіб жіночої статі у селищі припадало 92,6 чоловіків;  на 100 жінок у віці від 18 років та старших — 100,8 чоловіків також старших 18 років.
Середній дохід на одне домашнє господарство  становив 60 220 доларів США (медіана — 47 083), а середній дохід на одну сім'ю — 71 244 долари (медіана — 70 833). За межею бідності перебувало 7,0 % осіб, у тому числі 9,8 % дітей у віці до 18 років та 6,3 % осіб у віці 65 років та старших.
Цивільне працевлаштоване населення становило 150 осіб. Основні галузі зайнятості: освіта, охорона здоров'я та соціальна допомога — 24,7 %, мистецтво, розваги та відпочинок — 14,0 %, сільське господарство, лісництво, риболовля — 12,7 %.